# Zeitschriften der Romantik
Die Zeitschriften der Romantik waren meist kurzlebige publizistische Projekte der literarischen Vertreter der romantischen Bewegung, durch die sie ihre Ideen in Abgrenzung zur und Auseinandersetzung mit der Aufklärung und der Klassik zu verbreiten versuchten.

## Die Auseinandersetzung mit Aufklärung und Klassik: der Beginn einer romantischen Publizistik
Da die Publizistik um 1790 weitgehend von den aufklärerischen und klassizistischen Journalen beherrscht war, sahen sich die Frühromantiker trotz ihrer teils abweichenden Ideen und Interessen auf diese Medien angewiesen. So arbeitete August Wilhelm Schlegel – eher an den Klassizisten orientiert – für die Göttingischen Gelehrten Anzeigen, für Gottfried August Bürgers Akademie der schönen Redekünste und bei Friedrich Schillers Horen sowie beim Musenalmanach mit. Sein Bruder Friedrich Schlegel wählte mit der Leipziger Monatsschrift für Damen, Biesters Monatsschrift und Johann Friedrich Reichardts Deutschland eher die Organe der Aufklärer.
Vor allem der Streit um Rezensionen neuerer Bühnendichtungen im Berliner Archiv der Zeit und ihres Geschmacks durch den Romantiker August Ferdinand Bernhardi und das schnell eskalierende Zerwürfnis zwischen Friedrich Schiller und Friedrich Schlegel machten aber deutlich, dass die Gründung eigener romantischer Journale für eine publizistische Auseinandersetzung gegen Aufklärer und Klassizisten und zur Verbreitung der eigenen neuen Ideen überfällig war. Entsprechend entstanden durch die Brüder Schlegel das Athenäum (1798–1800) und Europa (1803–1805), Ludwig Tiecks Politisches Journal (1800) und der Prometheus (1808) von Leo von Seckendorf und Ludwig Stoll.

## Themenbereiche und Charakteristika romantischer Zeitschriften
Charakteristikum dieser ersten Phase romantischer Zeitschriften ist nicht nur
- ihre Kurzlebigkeit, sondern auch die
- intensive Auseinandersetzung mit literaturästhetischen Fragestellungen unter einer europäischen Perspektive.

Deutlich wird zudem eine
- beginnende Hinwendung zu den altdeutschen Dichtungen, die sich in der zweiten Phase der romantischen Zeitschriften deutlich verstärkt und durch
- die Betonung des Volkstums, der Volkskultur (Volkspoesie) und einer
- gefühlsmäßig geprägten Volksfrömmigkeit noch ergänzt wird.

Die romantischen Zeitschriften werden von ihren Herausgebern zudem als
- didaktisches Medium zur Heranbildung des Volkes gedacht. Hinzu kommen weiter
- politische Diskurse und eine
- Auseinandersetzung mit der Idee eines Vaterlandes und einer deutschen Nation.

## Die zweite Generation
Vertreter der angesprochenen zweiten Generation romantischer Organe sind der Phöbus (1808) Heinrich von Kleists und Adam Heinrich Müllers, Kleists Germania und Berliner Abendblätter (1810–1811), Joseph Görres’ Rheinischer Merkur (1814–1816), die Altdeutschen Wälder der Brüder Jakob Grimm und Wilhelm Grimm sowie besonders die Zeitung für Einsiedler Achim von Arnims und Clemens Brentanos. Politisch enthaltsamer gestaltet werden Friedrich Schlegels Deutsches Museum (1812–1813) und seine Concordia (1820; 1823). Eine Sonderstellung nehmen Friedrich de la Motte Fouqués Periodika Die Jahreszeiten (1811–1814), Die Musen (1812–1814) und die Berlinischen Blätter für deutsche Frauen (1829–1830) ein.